# Stewart Blacker

Ciężki granatnik przeciwpancerny, eponimiczna „bombarda”

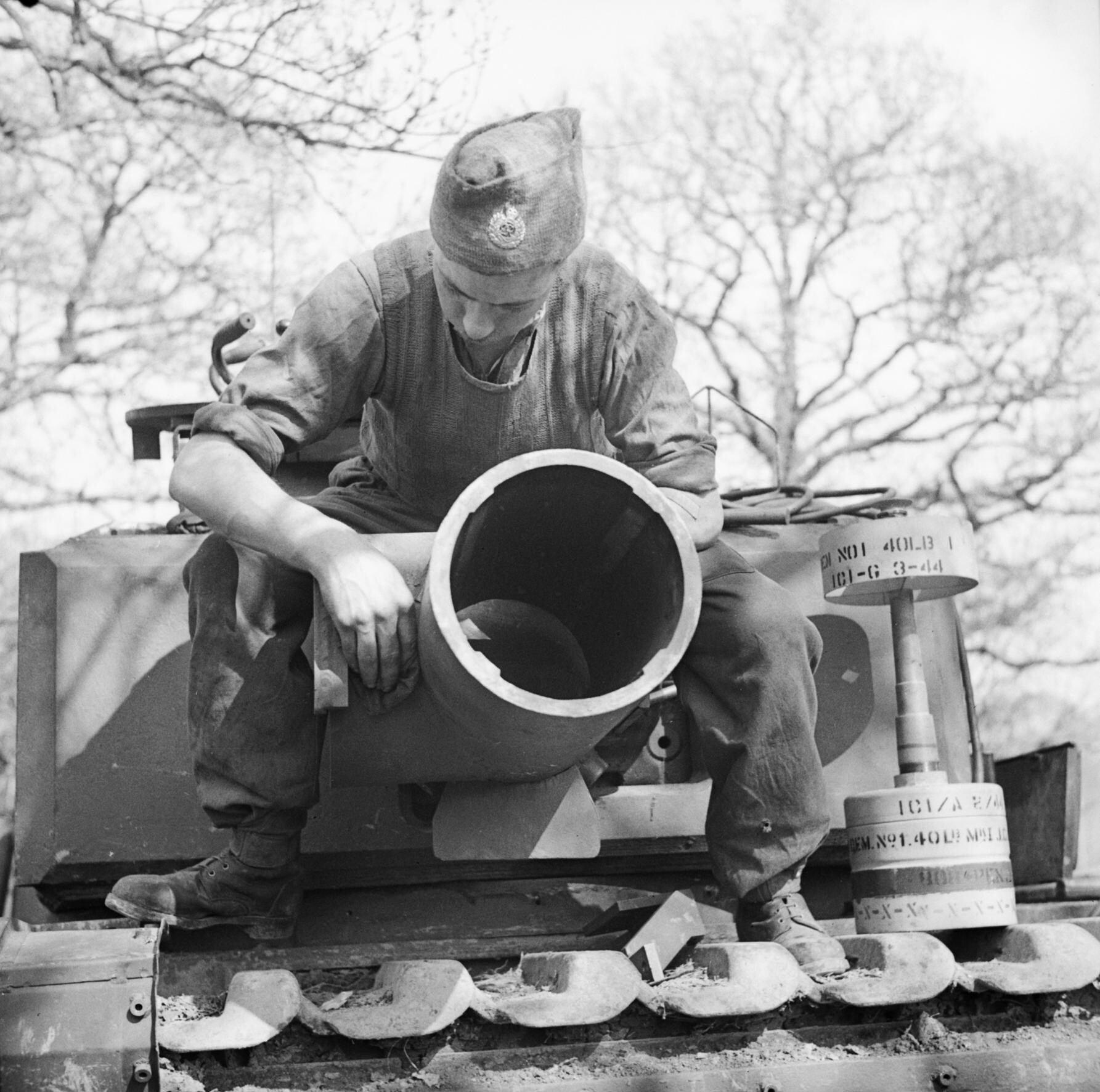
Moździerz Petard konstrukcji Stewarta Blackera; obok postawiony pionowo granat

Latham Valentine Stewart Blacker, OBE (ur. 1 października 1887 w Grappenhall, zm. 19 kwietnia 1964 w Petersfield) – brytyjski oficer, podpułkownik, i konstruktor broni. Walczył w I wojnie światowej, jako lotnik i dowódca piechoty; w okresie międzywojennym zorganizował pierwszy przelot nad Mount Everestem, w którym wziął udział. W czasie II wojny światowej zajmował się konstrukcją broni. Jego autorskim pomysłem był moździerz trzonowy zwany bombardą Blackera, której konstrukcja posłużyła do zbudowania granatnika PIAT i moździerza przeciwpodwodnego Hedgehog.

## Życiorys
Był synem majora Latham Charles Miller Blackera i Emily Violet Mattei. Skończył Cheltenham College w Cheltenham, Gloucestershire, a następnie Royal Military Academy Sandhurst. Od 1908 służył na Terytoriach Północno-Zachodnich (dzisiejszy północny Pakistan, podówczas część Indii Brytyjskich); rok później wstąpił do Queen’s Own Corps of Guides in 1909. Po powrocie do Wielkiej Brytanii nauczył się pilotować samoloty, uzyskując w 1911 licencję pilota nr 121 i przed wojną zajmował się testowaniem nowych maszyn.
W czasie I wojny światowej służył w Royal Flying Corps i w armii lądowej; podczas służby w RFC był m.in. odpowiedzialny za wprowadzenie do służby synchronizatora Constantinesco oraz zapalających pocisków Pomeroya do zwalczania balonów; służył też na froncie jako pilot. W armii lądowej był dowódcą kompanii piechoty indyjskiej, w pułku 57th Wilde’s Rifles, w bitwie o Neuve-Chapelle w 1915, a następnie w II bitwie pod Ypres.
Z końcem I wojny światowej, walczył w kampanii transkaspijskiej podczas interwencji alianckiej w wojnie domowej w Rosji, a następnie kontynuował służbę na pograniczu indyjskim, walcząc w wojnie brytyjsko-afgańskiej w 1919 i eksplorując Pamir. W latach 1919–1920 piastował stanowisko Commander of the Indian Force. W 1920 otrzymał Order Imperium Brytyjskiego.
W 1933 roku współorganizowana przez niego i pułkownika P.T. Ethertona wyprawa lotnicza dokonała pierwszego w historii przelotu nad Mount Everestem, na samolotach Westland Wallace i Westland PV-3 (pilotami byli Douglas Douglas-Hamilton i David Fowler McIntyre). Blacker leciał jako obserwator w samolocie Douglas-Hamiltona.
Przed drugą wojną światową płk. Blacker zajmował się prywatnie konstrukcją broni. Projekt jego małego moździerza trzonowego piechoty, nazwany „Arbalest”, został odrzucony przez ministerstwo obrony, ale w 1940 Blacker dołączył do MD1, zespołu konstrukcyjnego znanego jako Churchill’s Toyshop, eksperymentującego z nowymi rodzajami broni. Tam rozwinął swoją koncepcję moździerza trzonowego, budując ciężki granatnik przeciwpancerny, znany jako bombarda Blackera. Wyprodukowano jej ok. 30 tys. egzemplarzy. Następnie tą samą ideę, wyrzutni wystrzeliwującej nadkalibrowe pociski, zastosowano konstruując przeciwpodwodny moździerz Hedgehog („jeż”). Okręty uzbrojone w „jeże” do końca wojny zatopiły 37 U-Bootów.
Kolejną konstrukcją, za którą w większości odpowiedzialny był Blacker (choć znaczna część zasług została przypisana szefowi MD1 Millisowi Jefferisowi), był strzelający pociskiem kumulacyjnym granatnik PIAT, standardowa lekka broń przeciwpancerna piechoty brytyjskiej w drugiej połowie wojny.
Większą wersją moździerza trzonowego był Petard – 290-mm moździerz montowany na czołgach Churchill AVRE. W 1942 postanowiono na bazie Churchilla stworzyć czołg saperski, którego jednym z zadań byłoby usuwanie przeszkód, możliwie bez narażania załogi. Firma Blackera skonstruowała moździerz wystrzeliwujący granat zawierający 26 funtów materiału wybuchowego. Detonacja takiej bomby, z racji kształtu nazywanej flying dustbin (latający kubeł na śmieci), oczyszczała szerokie na 8,5 m przejście w polu minowym. Podczas prób, tuzin pocisków wybił w żelbetonowym murze o grubości 1,8 m otwór wystarczający, by mógł przezeń przejechać czołg. Broń miała niewielki zasięg (do 200 yardów) i celność, ale pozwalała niszczyć pozycje umocnione bez narażania saperów. Za zasługi i w ramach rekompensaty za poniesione wydatki, Ministerstwo Zaopatrzenia wypłaciło Blackerowi 42 tys. funtów.
Stewart Blacker był też autorem wspomnień o operacjach w Azji Centralnej On secret patrol in high Asia (1922) i współautorem książki o locie nad Himalajami: First over Everest (1934).

## Literatura dodatkowa
- Barnaby Blacker: The Adventures and Inventions of Stewart Blacker: Soldier, Aviator, Weapons Inventor. Barnsley: Pen & Sword Military, 2006. ISBN 978-1-84415-431-9. (ang.). Brak numerów stron w książce